# Igor B. Dawid
Igor Bert Dawid (* 26. Februar 1935 in Czernowitz, heute Ukraine; † 13. Februar 2024) war ein in der heutigen Westukraine geborener Chemiker und Biochemiker, der als „Pionier der Entwicklungs- und Molekularbiologie“ gilt.

## Leben
Igor Dawid wurde 1935 als einziges Kind seines jüdischen Vaters Joseph und dessen Ehefrau Pepi in Czernowitz geboren, einer Stadt, die damals zum Königreich Rumänien gehörte. Von 1941 bis 1944 war Rumänien mit dem NS-Staat verbündet, was zur Folge hatte, dass ein großer Teil der jüdischen Gemeinde ermordet wurde. Dawid und seine Eltern überlebten den Holocaust, er hatte jedoch während seiner frühen Kindheit keinen regulären Schulunterricht und musste die verlorenen Jahre nachholen. Schließlich wurde er zum Studium der Chemie an der Universität Wien zugelassen, wo er bei Otto Hoffmann-Ostenhof über Sphingomyeline forschte und 1960 im Fach Biochemie promoviert wurde. Es folgte ein Aufenthalt als Postdoc am Massachusetts Institute of Technology in Cambridge (Massachusetts), wo er sich mit der chemischen Verbindung Azaserin befasste. 1963 wechselte er in die Abteilung für Embryologie der Carnegie Institution of Washington in Baltimore, wo er in der Arbeitsgruppe von Donald D. Brown erstmals mit dem afrikanischen Krallenfrosch (Xenopus laevis) und dessen großen Eiern als Modellorganismus für die Entwicklungsbiologie in Kontakt kam, was dazu führte, dass er „ein wichtiger Pionier und Vorkämpfer der modernen Xenopus-Forschung“ wurde.
Ein weiterer Wechsel führte ihn 1978 schließlich in die Labors des National Cancer Institute der National Institutes of Health (NIH) und 1982 als Leiter der Abteilung für Entwicklungsbiologie ins National Institute of Child Health and Human Development (NICHD) der NIH, wo er auch in den folgenden Jahren die molekularen Aspekte der frühen Entwicklung des Frosches und später zudem des Zebrafisches (Danio rerio) untersuchte. Bis zu seiner Emeritierung im Dezember 2016 konzentrierte er sich vor allem auf molekulare Wege der interzellulären Kommunikation und Transkriptions-Regulierung, die die Zelldifferenzierung und Musterbildung im Wirbeltierembryo steuern.
Bereits in Baltimore hatte Igor Dawid begonnen, die Aktivität der Gene und die von ihnen kontrollierte RNA zu erforschen, mit dem Ziel, die Entwicklungsschritte von einer befruchteten Eizelle zu einem erwachsenen Organismus auf der Ebene der Molekularbiologie nachvollziehen zu können. Dawid entdeckte u. a., dass die unerwartet große Menge an DNA in den Eiern des Frosches auf den DNA-Gehalt der Mitochondrien zurückzuführen sei, deren DNA-Gehalt (die mtDNA) erst seit 1963 bekannt war. Ihm gelang zudem der Nachweis, dass die mtDNA nur von der Mutter an die nächste Generation weitergegeben wird.
Igor Dawid hinterließ seine Ehefrau Keiko Ozato Dawid, eine Immunologin am NICHD.

## Ehrungen
- 1981: Mitglied der National Academy of Sciences
- 1989: Mitglied der American Academy of Arts and Sciences
- 2008: Society for Developmental Biology Lifetime Achievement Award

## Belege
1. ↑  Obituary: Igor Dawid
2. ↑  Masanori Taira et al.: Igor B. Dawid (1935–2024): A pioneer of developmental and molecular biology. In: PNAS. Band 121, Nr. 37, 2024, e2414869121, doi:10.1073/pnas.2414869121.
3. ↑  Igor Dawid Obituary. Nachruf in der Washington Post vom 10. März 2024.
4. ↑  Igor W. Dawid, Thayer C. French und John M. Buchanan: Azaserine-reactive sulfhydryl group of 2-formamido-N-ribosylacetamide 5’-phosphate: L-glutamine amido-ligase (adenosine diphosphate). II. Degradation of azaserine-C-14-labeled enzyme. In: Journal of Biological Chemistry. Band 238, Nr. 6, 1963, S. 2178–2185.
5. ↑  In memoriam: Professor Igor Dawid (1935–2024).
6. ↑  Igor B. Dawid: Evidence for the mitochondrial origin of frog egg cytoplasmic DNA. In: PNAS. Band 56, Nr. 1, 1966, S. 269–276, doi:10.1073/pnas.56.1.269.
 Igor B. Dawid und Antonie W. Blackler: Maternal and cytoplasmic inheritance of mitochondrial DNA in Xenopus. In: Developmental Biology. Band 29, Nr. 2, 1972, S. 152–161, doi:10.1016/0012-1606(72)90052-8.

| Personendaten    | Personendaten                                                  |
| ---------------- | -------------------------------------------------------------- |
| NAME             | Dawid, Igor                                                    |
| ALTERNATIVNAMEN  | Dawid, Igor B.; Dawid, Igor Bert (vollständiger Name)          |
| KURZBESCHREIBUNG | in der heutigen Westukraine geborener Chemiker und Biochemiker |
| GEBURTSDATUM     | 26. Februar 1935                                               |
| GEBURTSORT       | Czernowitz, Westukraine                                        |
| STERBEDATUM      | 13. Februar 2024                                               |